# Шляпін Михайло Єпифанович
Михайло Єпифанович Шляпін (нар. 1919) — український футбольний арбітр.
1953 року розпочав арбітраж поєдинків чемпіонату СРСР. 7 травня 1955 року дебютував як головний арбітр. У тому матчі московський «Локомотив» і «Шахтар» (Сталіно) зіграли внічию. З 18 червня 1959 року — суддя всесоюзної категорії.
Протягом дванадцяти сезонів обслуговував матчі чемпіонату і Спартакіади народів СРСР. Провів як головний рефері 28 ігор, а в 4 матчах був боковим суддею.
Молодший брат Георгія Шляпіна, який у 30-х роках виступав у нападі сталінградського «Трактора» і одеського «Динамо». 